# Хожденије преко три мора
Хожденије преко три мора (рус. Хожение за три моря) је руски књижевни споменик у облику путописних белешки које је сачинио трговац из Твера Афанасиј Никитин током свог путовања у Индију 1466–1472.
Путовање иза три мора било је прво руско књижевно дело које је приказало строго комерцијално, нерелигиозно путовање. Претходни текстови су били текстови о ходочашћу, који су приказивали путовања на света места и били су стандардизованији, литерарно суљвљи и конвенционалнији. Аутор је посетио Кавказ, Персију, Индију и Крим. Већина белешки је посвећена Индији, њеној политичкој структури, трговини, пољопривреди, обичајима и церемонијама.
Дело је пуно лирских дигресија и аутобиографских одломака. Постоји снажно индивидуално, ауторско присуство. Последња страна је на турском и испрекиданом арапском језику; ово су, у ствари, типичне муслиманске молитве, које указују на то да је Никитин можда прешао на ислам док је био у Индији, иако му је сметао одлазак из хришћанства, што више пута помиње у тексту.
С друге стране, Никитин се доследно моли Пресветој Богородици, док се Богородица, хришћански православни свеци, труди да поштује хришћанске обреде и тако даље. Аутор се није вратио у родни крај; умро је на путу кући. Године 1475. рукопис је стигао у Москву у руке владиног званичника по имену Василиј Мамирјев. Касније је уграђен у летопис из 1489. године, Софијску другу хронику и Лвовску хронику.